# Gerolamo Ramorino
Gerolamo Ramorino (Génova, 8 de abril de 1792-Turín, 22 de mayo de 1849) fue un general italiano que defendió varias causas en Europa.

## Biografía
Nació en Génova el 8 de abril de 1792. Era hijo ilegítimo de Jean Lannes, que llegaría a ser mariscal de Francia en tiempos de Napoleón I. Ingresó en la escuela militar de Saint-Cyr, en la que se graduaría en 1809 con el grado de capitán. Se enrola en los ejércitos napoleónicos y participa con ellos en la invasión de Rusia de 1812. Tras la derrota de Waterloo del 18 de junio de 1815, se exilia y adopta las ideas democráticas de los carbonarios, participando en la insurrección del Piamonte de marzo de 1821. Regresó a París y se dedicó al comercio.
En marzo de 1831 es reclutado para combatir contra las tropas imperiales rusas tras el Levantamiento de Noviembre de 1830 polaco. Recibió el grado de coronel en marzo de 1831 y, en abril, el de general de brigada, adjunto al cuerpo del general Władysław Stanisław Zamoyski y del príncipe Adam Jerzy Czartoryski. Asciende a general en julio del mismo año y es puesto al mando del 2.º Cuerpo de ejército de los insurgentes polacos. Tras su éxito en la batalla de Międzyrzec Podlaski el 29 de agosto del mismo año contra las tropas del general ruso Grigori Rozen, en la que causó 6000 bajas (entre heridos y fallecidos) y un número igual de prisioneros, además de capturar doce cañones del ejército enemigo, municiones, armas y estandartes. Al parecer no obedeció el plan de acompañamiento de la maniobra rusa que había diseñado el general Ignacy Prądzyński, con lo que no consiguió destruir completamente el ejército ruso, sino que solo les forzó a retirarse a la línea del río Bug, por lo que las tropas imperiales lograrían reagruparse e infringir a partir de entonces severas derrotas a los insurgentes. Su cuerpo de ejército dejó de combatir el 16 de septiembre y rinde sus armas el 18 de septiembre al alcanzar la frontera austríaca de Galitzia tras los combates en Józefów el día antes. La mayor parte de los suboficiales y soldados fueron repatriados por la fuerza al territorio de la Polonia del Congreso, mientras que a los oficiales se les permitió abandonar libremente el Imperio austríaco o el Reino de Prusia, por lo que Ramorino regresa al Reino de Francia. El 20 de septiembre los rusos, no temiendo más movimientos por parte de los generales Ramorino y Różycki, impusieron la rendición sin condiciones a los sublevados.
En los años posteriores se une a Giuseppe Mazzini en la preparación de su planes de unificación de Italia, uniéndose a Joven Italia y encabezando a un centenar de proscritos italianos, franceses, alemanes y polacos en la invasión de Saboya de 1834, que resultó en un desastre. Consigue retirarse y regresar a París.
En 1848 se instala en el Reino de Piamonte-Cerdeña por invitación del rey Carlos Alberto, y es elegido diputado. En 1849, en el marco de la primera guerra de Independencia de Italia, recibe el mando de la 5.ª División del Ejército de Piamonte-Cerdeña y la orden de defender el paso del Gravellone (en Pavía) frente a las tropas austríacas. Ramorino situó a sus hombres en la margen derecha del río Po para atraer a los enemigos a hacia Voghera. Quizá por la imprecisión de las órdenes o por haber caído en una trampa al deducir el movimiento de las tropas enemigas, como consecuencia de la decisión de Ramorino, las tropas del mariscal Radetzky consiguieron cruzar el Ticino. A causa de esta desobediencia se le achacó a él, juntamente con Wojciech Chrzanowski la causa de la derrota en la batalla de Novara. Ambos serían juzgados por traición. Chzanowski consiguió exiliarse a Luisiana. Ramorino, defendido por Angelo Brofferio, es hallado culpable y fusilado el 22 de mayo de 1849.